# Amenhotep (médico)
Amenhotep fue un antiguo oficial egipcio y médico jefe de principios de la Dinastía XIX.
Se le conoce principalmente por la capilla decorada de su tumba, excavada en 1913-14 por el egiptólogo Ahmed Kamal en Asiut, en el Egipto Medio. 
Amenhotep ostentaba varios títulos, como el de escriba del rey, sacerdote lector jefe, supervisor de los sacerdotes uab de Sejmet y médico jefe. Su esposa está representada en la capilla de la tumba. Era cantora de Upuaut y cantora de Amón-Ra, Renenutet. Su hijo Yuni es conocido por una estatua encontrada no muy lejos y también fue supervisor de los sacerdotes uab de Sejmet y médico jefe. Su nieto Jay también ocupó este último cargo.
La capilla de la tumba de Amenhotep era relativamente pequeña, tal vez solo de 3 metros de largo, 1,52 metros de ancho y 2,40 metros de alto. El techo era abovedado. Las paredes están decoradas con una combinación de relieves pintados, bajorrelieves y hundidos. En la pared del fondo, Amenhotep aparece dos veces sentado ante una mesa de ofrendas. En un segundo registro, más alto, se le muestra dos veces delante de Osiris. En el lado derecho de la capilla se le muestra nuevamente frente a Osiris en la escena del juicio. En la pared izquierda, Amenhotep y su familia son mostrados guiados por Hathor hacia el dios sol Ra y Anubis. La capilla se encontró bien conservada e incluso quedaron restos sustanciales de la coloración. Hoy los fragmentos se encuentran en diferentes colecciones. Partes importantes de la pared trasera y derecha se encuentran en el Museo Egipcio de Berlín, y las partes principales de la pared izquierda se encuentran en el Museo de Arte de Cleveland.
Amenhotep fue deificado después de su muerte y a su tumba-santuario acudían los peregrinos para pedirle que previniese o curase las enfermedades.